# Le Plus Joli Péché du monde
Pour plus de détails, voir Fiche technique et Distribution.
Le Plus Joli Péché du monde est un film français réalisé par Gilles Grangier, sorti en 1951.

## Synopsis
Zoé, une jolie fille désargentée, décide sur les conseils de sa voisine, de se lancer dans la galanterie. Après un bref échec, elle fait la connaissance d'un jeune garçon, Jacques Lebreton qui est sur le point de se marier. Après avoir provoqué l'échec de ce mariage arrangé, elle va devoir jouer le rôle d'épouse de Jacques auprès de sa famille, jusqu'à l'arrivée de l'oncle d'Amérique.

## Fiche technique
- Titre original : Le Plus Joli Péché du monde
- Réalisation : Gilles Grangier, assisté de Michel Boisrond
- Scénario : Eddy Ghilain, Jean Jeannin
- Dialogues : Marc-Gilbert Sauvajon
- Décors : Émile Alex
- Photographie : Marcel Grignon
- Son : Fernand Janisse
- Montage : Jacqueline Sadoul
- Musique : Paul Bonneau
- Production : Roger de Venloo
- Directeur de production : Maurice Saurel
- Sociétés de production : Majestic Films et Compagnie Française Cinématographique (CFC)
- Société de distribution : La Société des Films Sirius, Tamasa Distribution
- Pays d'origine :  France
- Langue originale : français
- Format : Noir et blanc — 35 mm — 1,37:1 — Son mono
- Genre : Comédie, Film d'aventure
- Durée : 85 minutes
- Date de sortie : 
  - France : 29 août 1951

Sources : Bifi, UniFrance et IMDb

## Distribution
- Georges Marchal : Jacques Lebreton
- Dany Robin : Zoé
- Marthe Mercadier : Liliane
- Bernard Lajarrige : Bébert / Albert Pignol
- Ginette Baudin : Christine de Villard-Beauperthuis
- Albert Duvaleix : M. Durozoir
- Rivers Cadet : le maire
- Edmond Ardisson : Victor
- Harry-Max : le patron
- Colette Régis : Mme Lebreton
- Noël Roquevert : Georges Lebreton
- Gabrielle Roanne : la mère de Christine
- Yves-Marie Maurin : le petit Popaul
- Stéphane-Henry
- Alexandre Rignault : Grasdu
- Robert Pizani : Clément Lebreton

et dans des rôles non crédités : 
- Émile Genevois : le groom
- Madeleine Gérôme : une amie
- François Joux : l'acheteur
- Albert Michel : le domestique
- Jacqueline Noëlle : une mariée
- Jacqueline Rivière : une mariée
- Yvonne Yma : une invitée
- Gourjon : le troisième complice
- Laure Paillette
- Jacques Beauvais
- Jean Favre-Bertin
- René Lebrun